# Per Pedersen (Fußballspieler)
Per Werner Pedersen (* 30. März 1969 in Aalborg) ist ein ehemaliger dänischer Fußballspieler, -funktionär und -kommentator. Er begann seine Karriere 1981 und musste diese im Sommer 2001 infolge einer schweren Knieverletzung vorzeitig beenden. 

## Vereinskarriere
Im Alter von zwölf Jahren zog Pedersen mit seiner Familie aus Kolding nach Odense, wo er 1981 seine Karriere in der Jugend von Odense BK begann.
Ab 1987 kam er zu ersten Einsätzen in der Profimannschaft von Odense, ehe er 1988 mit sieben Toren in elf Saisonspielen zur Entdeckung der Spielzeit avancierte. Variabel auf den offensiven Außenpositionen, wie auch im Sturmzentrum einsetzbar, hatte er sich neben Jess Thorup und Lars Elstrup im offensiv ausgerichteten Spiel seiner Mannschaft als Stürmer etabliert und galt als der kommende Nationalspieler von OBK. 1989 folgte der erste Rückschlag seiner Karriere. Zwar feierte er mit der Mannschaft seinen ersten Meistertitel, kam jedoch verletzungsbedingt auf lediglich drei Ligaeinsätze mit einem Saisontor. Nach überstandener Verletzung konnte er wieder an frühere Leistungen anknüpfen und wechselte zum Saisonende zum finanziell besser gestellten amtierenden Pokalsieger Lyngby BK.
Bei Lyngby galt er als Wunschspieler des schwedischen Trainers Kent Karlsson, der aufgrund einer defensiven Ausrichtung im Mittelfeld mit den Leistungsträgern Morten Wieghorst und Peter Nielsen auf schnelle und spielstarke Stürmer angewiesen war. Im Verbund mit dem ebenfalls neuverpflichteten Talent Torben Frank bildete er in Folge ein Offensivduo, welches mit Vorlagen für Flemming Christensen, wie auch durch eigene Torgefahr glänzte. Lyngby schaffte es zum Titelkandidaten und wurde am Ende der Spielzeit mit zwei Punkten Rückstand auf Brøndby IF Vizemeister. Nach der leihweisen Rückkehr von Henrik Larsen aus Italien zur Folgesaison, präsentierte sich die Mannschaft nochmals verbessert und feierte den zweiten Meistertitel in der Vereinshistorie. Simultan dazu avancierte Pedersen erstmals zum Nationalspieler, verpasste jedoch den Sprung in den endgültigen Kader Dänemarks für die Fußball-Europameisterschaft 1992.
Nach dem Titelgewinn bei der Euro verließen neben Erfolgstrainer Karlsson alle Nationalspieler, bis auf Claus Christiansen, den Verein, woraufhin die Meistermannschaft fast komplett zerbrach und der Verein wieder ins Mittelfeld abrutschte. In den Folgejahren schafften mit Niclas Jensen und Thomas Rytter zwei eigene Talente den Durchbruch im Profigeschäft, offensiv hatte der Kader aber an Qualität verloren. Pedersen fehlte durch den Abgang von Frank nach Frankreich zu Olympique Lyon ein adäquater Offensivpartner, den er erst durch die Verpflichtung von Miklos Molnar zur Saison 1993/94 wiederbekam. Zusätzlich folgten weitere kleinere Verletzungen, wodurch er erst Ende 1994 wieder zu alter Stärke fand. 
Zur Spielzeit 1995/96 wechselte er schließlich wieder zurück zum zwischenzeitlich von Viggo Jensen betreuten Odense BK. Rund um Antreiber und Mannschaftskapitän Brian Steen Nielsen bildete sich in Folge eine Mannschaftsachse mit Abwehrchef Michael Schjønberg, Regisseur Morten Bisgaard und Pedersen in Rolle als offensive Speerspitze. Nach kurzer Anlaufzeit entwickelte sich Pedersen in der neuen Rolle zu einem der besten Stürmer seines Landes und avancierte nach 1991 wieder zum Nationalspieler. War er bisher durch seine spielerischen Fähigkeiten bekannt, glänzte er protegiert durch Bisgaard erstmals über eine längere Zeit als Torjäger. Belegte er 1996 mit 16 Saisontoren noch Platz zwei der Torschützenliste hinter Thomas Thoringer, konnte er in der Hinrunde der Spielzeit 1996/97 in den ersten 17 Einsätzen 11 Tore erzielen, wodurch er die Torschützenliste der Superliga anführte. Am 17. August 1996 wechselte er daraufhin für die damalige Liga-Rekordablösesumme von 2,5 Millionen £ in die Premier League zu den Blackburn Rovers.
Vorjahressiebenter Blackburn war nach dem Verkauf von Alan Shearer an Newcastle United ohne adäquaten Ersatz in die Spielzeit gegangen, wodurch Pedersen zum Notnachkauf des Erfolgstrainers Ray Harford avancierte. Nachdem der Verein Ende Oktober jedoch bis ans Tabellenende abgerutscht war, trat Harford zurück und wurde durch Tony Parkes ersetzt. Dieser setzte mit Kevin Gallacher und Chris Sutton auf ein statisches Sturmduo, wodurch Pedersen ins Hintertreffen geriet, lediglich elf Ligaeinsätze mit einem Torerfolg absolvierte und am Ende der Saison aufgrund der hohen Ablösesumme und seines gut dotierten Vertrags als Fehleinkauf galt. 
Im Oktober 1997 wurde er in Folge im Dunstkreis des Transfers von Martin Dahlin nach Blackburn, im Gegenzug für ein Jahr auf Leihbasis mit Kaufoption nach Deutschland an Borussia Mönchengladbach ausgeliehen. Auch in Mönchengladbach blieb er in Folge hinter den Erwartungen, erzielte abermals nur ein Saisontor in 14 Ligaeinsätzen und wurde nach dem knappen Klassenerhalt mit Tabellenplatz 15 wieder zurück nach Blackburn geschickt.
Trotz der beiden schwachen Spielzeiten verpflichtete ihn daraufhin für eine Ablösesumme von zirka 7,5 Millionen Francs der französische Erstligist Racing Straßburg. Als dritter Däne neben Denni Conteh und Peter Frank Andersen im Kader von Straßburg sollte er eine tragende Rolle im Offensivspiel der Elsässer einnehmen, was jedoch wieder fehlschlug. Neben einer schweren Knieverletzung, aufgrund dessen er fast die gesamte Spielzeit verletzungsbedingt pausieren musste, kam es auch zu Meinungsverschiedenheiten mit Trainer Claude Le Roy bezüglich seiner Spielposition, woraufhin er nach nur sechs Monaten für einen Bruchteil seiner Ablösesumme wieder an seinen Heimatverein Odense BK verkauft wurde.
Zurück in Dänemark kam er in der Spielzeit 1999/2000 verletzungsbedingt auf lediglich einen Saisoneinsatz, ehe er am 6. November 2000 nach 15 Monaten aus der Rekonvaleszenz kam. Es folgten zehn Saisoneinsätze als Joker, in denen er ansatzweise wieder an seine alten Leistungen anknüpfen konnte, ehe seine alte Knieverletzung wieder akut wurde und er endgültig seine Karriere beenden musste.

## Nationalmannschaft
Nachdem er am 1. Oktober 1985 im Alter von 16 Jahren sein Debüt in der dänischen U-19 Nationalmannschaft beim 6:4-Heimsieg im Freundschaftsspiel gegen Österreich gab, dauerte es bis zum 26. April 1988, bis er abermals, wieder in einem Freundschaftsspiel gegen Österreich, sein zweites internationales Spiel für Dänemark bestreiten durfte.
Nach starken Leistungen auf Vereinsebene für Lyngby BK feierte er am 12. Juni 1991 während der 0:2-Niederlage im Freundschaftsspiel gegen Italien sein Debüt in der A-Nationalmannschaft. 
1996 sorgte er mit dem Siegtor beim 1:0 gegen Frankreich international für Aufsehen. Kurz danach erfolgte sein Wechsel nach England zu Blackburn.
Seinen letzten Auftritt auf internationaler Ebene für Dänemark absolvierte er am 8. Juni 1997 beim 2:0-Sieg in der WM-Qualifikation gegen Bosnien-Herzegowina. Danach wurde er leistungsbedingt bis zu seinem Karriereende nicht mehr einberufen.

## Nach der aktiven Karriere
Nach dem Karriereende wechselte er in die Funktionärsebene und war unter anderem als Manager von Odense BK und Aarhus GF tätig. Seit 2007 ist er Marketingchef beim dänischen Handballverein Horsens HK.
Weiters arbeitet er nebenbei als Co-Kommentator beim dänischen Fernsehsender TV 2.

## Erfolge
- 2 × Dänischer Meister: 1989, 1992